# Festa del Cinema di Roma 2015
La 10ª edizione della Festa del Cinema di Roma ha avuto luogo a Roma dal 16 al 24 ottobre 2015 presso l'Auditorium Parco della Musica.
Prima edizione con il direttore artistico Antonio Monda, dopo i tre anni sotto la guida di Marco Müller.

## Selezione ufficiale
Conferenza stampa del 29 settembre 2015
- Alaska di Claudio Cupellini (Italia)
- Amama di Asier Altuna Iza (Spagna)
- Angri indian goddesses di Pan Nalin (India, Germania)
- Au Plus Pres de Soleil di Yves Angelo (Francia)
- The Confessions of Thomas Quick di Brian Hill (Regno Unito) - documentario
- La delgada linea amarilla di Celso R. García (Messico)
- Distancias Cortas di Alejandro Guzman Alvarez (Messico)
- Dobbiamo parlare di Sergio Rubini (Italia)
- The End of the Tour - Un viaggio con David Foster Wallace (The End of the Tour) di James Ponsoldt (Stati Uniti d'America)
- Eva no duerme di Pablo Aguero (Argentina, Francia, Spagna)
- Experimenter di Michael Almereyda (Stati Uniti d'America)
- Fargo – episodi 1 e 2 della seconda stagione di Randall Einhorn (Stati Uniti d'America)
- Fauda di Assaf Bernstein – prima stagione (Israele)
- Freeheld - Amore, giustizia, uguaglianza (Freeheld) di Peter Sollett (Stati Uniti d'America)
- Full Contact di David Verbeek (Paesi Bassi, Croazia)
- Hiso Hiso Boshi di Sono Sion (Giappone)
- Hua Li Shang Ban Zou di Johnnie To (Cina, Hong Kong)
- Junun di Paul Thomas Anderson (Stati Uniti d'America) - documentario
- Legend di Brian Helgeland (Regno Unito)
- Lo chiamavano Jeeg Robot di Gabriele Mainetti (Italia)
- Mistress America di Noah Baumbach (Stati Uniti d'America)
- Mojie Corky Crowie di Kinga Debska (Polonia)
- Monogamish di Tao Ruspoli (Stati Uniti d'America) - documentario
- Ouragan, l’Odysse du vent di Cyril Banbancon (Francia)
- Pojkarna di Alexandra Therese Keining (Svezia)
- The Propaganda Game di Alvaro Longoria (Spagna) - documentario
- Ptička di Vladimir Beck (Russia)
- Registro di classe – Parte prima 1900-1960 di Gianni Amelio, Cecilia Pagliarani (Italia) - documentario
- Les rois du monde di Laurent Laffargue (Francia)
- Room di Lenny Abrahamson (Irlanda, Canada)
- Sport di Ahmad Barghouthi (Israele, Palestina, Francia)
- Truth - Il prezzo della verità (Truth) di James Vanderbilt (Stati Uniti d'America, Australia)
- Under Sundet di Martin Zandvliet (Danimarca)
- Ville-Marie di Guy Edoin (Canada)
- The Walk di Robert Zemeckis (Stati Uniti d'America)
- Zhuo yao ji di Raman Hui (Cina)

### Eventi speciali
- Rio, eu te amo – episodio La fortuna di Paolo Sorrentino (Brasile, Francia)
- La grande bellezza di Paolo Sorrentino (Italia, 2013)

### Fuori concorso
- Pan - Viaggio sull'isola che non c'è (Pan), regia di Joe Wright (Stati Uniti d'America)[3]

#### In collaborazione con Alice nella città
- Iqbal - Bambini senza paura di  Michel Fuzellier (Italia, Francia)
- Campo Grande di Sandra Kogut (Brasile, Francia)
- Une enfance di Phillippe Claudel (Francia)
- Il piccolo principe (Le Petit Prince) di Mike Osborne (Francia)

### Work in progress
- 2 di noi di Ivan Cotroneo (Italia)
- Liberi tutti di Luca Rea (Italia)

### Hidden city
- Tevere di Massimo Saccares (Italia)
- Showbiz di Luca Ferrari (Italia)
- Filmstudio Mon Amour di Toni D'Angelo (Italia)

### Riflessi
- Una magia saracena di Vincenzo Stango (Italia)
- Racing extinction di Louie Psihoyos (Stati Uniti, Cina, Hong Kong, Indonesia, Messico, Regno Unito)
- Swinging Roma di Andrea Bettinetti (Italia)
- Watatu di Nick Reding (Kenya)